# Casa de los Guevara
La casa de los Guevara, también denominada casa de Guevara, es una casa solariega de estilo barroco situada en el casco antiguo de Lorca construida en la mitad del siglo XVII por la familia que le da nombre.
Destaca la portada blasonada cuyo escudo está declarado Bien de Interés Cultural.
Desde el terremoto de Lorca de 2011 el edificio se encuentra en estado de ruina y apuntalado por vigas de acero. lo que conllevó su inclusión en la lista roja por parte de la asociación Hispania Nostra en el año 2017.